# Mohammed El Filali
Mohammed El Filali (en árabe: محمد الفيلالي‎; El Mallah, Argelia francesa, 9 de julio de 1945) es un exfutbolista de Marruecos nacido en Argelia que jugaba en la posición de delantero. Es hermano del también futbolista Mbarek El Filali.

## Carrera

### Club
| Periodo   | Club          |
| --------- | ------------- |
| 1962-1973 | MC Oujda      |
| 1973-1974 | CR Témouchent |
| 1974-1979 | MC Oujda      |

### Selección nacional
Jugó para Marruecos en 31 ocasiones de 1968 a 1972 y anotó cuatro goles; participó en la Copa Mundial de Fútbol de 1970, los Juegos Olímpicos de Múnich 1972 y la Copa Africana de Naciones 1972.

## Logros
- Botola (1): 1975
- Copa del Trono (1): 1962
- Copa de Campeones Magreb (1): 1972
- Copa Toto-Foot (1): 1963